# Staré Bříště
Staré Bříště – miejscowość i gmina (obec) w Czechach, w kraju Wysoczyna, w powiecie Pelhřimov. W 2022 roku liczyła 74 mieszkańców.